# Willy Skibby
Willy Skibby (ur. 20 lutego 1942 w Stilling) – duński kolarz szosowy, brązowy medalista mistrzostw świata.

## Kariera
Największy sukces w karierze Willy Skibby osiągnął w 1966 roku, kiedy zdobył brązowy medal w wyścigu ze startu wspólnego amatorów podczas mistrzostw świata w Nürburgu. W zawodach tych wyprzedzili go jedynie Holender Evert Dolman oraz Brytyjczyk Leslie West. Był to jednak jedyny medal wywalczony przez Skibby'ego na międzynarodowej imprezie tej rangi. W tym samym roku zdobył wicemistrzostwo kraju w tej konkurencji. W 1976 roku wystartował także w wyścigu ze startu wspólnego na igrzyskach olimpijskich w Montrealu, ale nie zdołał ukończyć rywalizacji.
Jego dzieci: Jesper i Karina również uprawiały kolarstwo.